# Discestra furcula
Discestra furcula är en fjärilsart som beskrevs av Otto Staudinger 1889. Discestra furcula ingår i släktet Discestra och familjen nattflyn. Inga underarter finns listade i Catalogue of Life.